# Cyprien Mbuka

Bischofswappen von Cyprien Mbuka

Cyprien Mbuka CICM (* 13. November 1943 in Kizu) ist ein kongolesischer Ordensgeistlicher und emeritierter römisch-katholischer Bischof von Boma.

## Leben
Cyprien Mbuka trat der Ordensgemeinschaft der Kongregation vom Unbefleckten Herzen Mariens bei und empfing am 27. August 1972 die Priesterweihe. 
Papst Johannes Paul II. ernannte ihn am 21. April 1997 zum Weihbischof in Boma und zum Titularbischof von Simidicca. Der Bischof von Boma, Joachim Mbadu Kikhela Kupika, spendete ihm am 19. Oktober desselben Jahres die Bischofsweihe; Mitkonsekratoren waren Frédéric Kardinal Etsou-Nzabi-Bamungwabi CICM, Erzbischof von Kinshasa, und Faustino Sainz Muñoz, Apostolischer Nuntius in der Demokratischen Republik Kongo.
Am 13. März 2001 wurde er zum Bischof von Boma ernannt. Papst Franziskus nahm am 19. März 2021 das von Cyprien Mbuka aus Altersgründen vorgebrachte Rücktrittsgesuch an.